# Stifterův smrk
Stifterův smrk byl památný strom spojovaný s šumavským spisovatelem Adalbertem Stifterem. Stál zhruba 640 metrů severozápadně od osady Jelm, při cestě Horní Planá – Hodňov v bezprostřední blízkosti kapličky. V roce 1969 došlo k rozlomení kmene a zániku stromu i kaple, kterou rozdrtil. Kaplička byla obnovena kolem roku 2000. Místem prochází zelená i modrá turistická trasa a naučná stezka Adalberta Stiftera.

## Památné a významné stromy v okolí
- Stifterův buk